# Савина, Александра Александровна
Алекса́ндра Алекса́ндровна Са́вина (род. 10 апреля 1977, Ленинград) — российская скрипачка и педагог, лауреат международных конкурсов, преподаватель Санкт-Петербургской консерватории. С 2002 по 2009 участница группы «Зимовье Зверей». Проживает в Санкт-Петербурге.

## Биография
Занятия на скрипке начала в возрасте 7 лет. В 1986 году стала лауреатом городского конкурса юных скрипачей. С 1988 года училась в средней специальной школе-лицее при Санкт-Петербургской Консерватории в классе известного скрипичного педагога профессора Л. И. Иващенко. С отличием окончила школу в 1995 году. В том же году поступила в Санкт-Петербургскую консерваторию в класс народного артиста России, профессора В. Ю. Овчарека. С отличием закончила консерваторию в 2000 году, аспирантуру, также у профессора Овчарека, — в 2002 году. До 2007 была ассистентом Овчарека, после его смерти — преподаватель Санкт-Петербургской консерватории.
С 1990 года успешно гастролирует в России и за рубежом. Играла сольные концерты в США, Франции, Германии, Австрии, Дании. В 1991 году стала лауреатом Международного конкурса «Юношеские ассамблеи искусств» в Москве. Лауреат Международного фестиваля-конкурса «Виртуозы 2000 года» и солист одноимённой программы. Стипендиат общества имени Р. Вагнера (г. Регенсбург, Германия).
Постоянный участник Международного фестиваля «SOUND WAYS» в Санкт-Петербурге. Солистка камерного ансамбля современной музыки «Звуковые пути», член одноимённой творческой ассоциации. Принимала участие в музыкальных фестивалях «ART GENDA» в Копенгагене (Дания), «LUCERO-FEST» в Париже (Франция), «MOZART UND MODERNE» в Санкт-Галлене (Швейцария), «ROARING HOOFS» в Улан-Баторе (Монголия), «2 дня и 2 ночи» в Одессе, «Музыкальная весна», «Звезды белых ночей», «От авангарда до наших дней» в Санкт-Петербурге, «Московская осень» в Москве (Россия). Неоднократно выступала с лучшими оркестрами России и Германии. Выступления Александры Савиной много раз записывались на Российском и зарубежных телевидении и радио.

## Дискография

### Виртуозная музыка для скрипки и фортепиано (2005)

#### Дорожки
1. П. Сарасате — Ш. Гуно. Фантазия на темы из оперы «Фауст»
P. Sarasate — Ch. Gounot. Fantasy on the themes from the opera «Faust»
2. М. Равель. «Цыганка». Концертная рапсодия
M. Ravel. «Tzigane». Concert Rhapsody
3. Ф. Ваксман — Ж. Бизе. Фантазия на темы из оперы «Кармен»
F. Waxmann — G. Bizet. Fantasy on the themes from the opera «Carmen»
4. П. Сарасате. «Цыганские напевы»
P. Sarasate. «Zieunerweisen»
5. А. Шнитке. «Посвящение Паганини»
A. Shnitke. «A Paganini»

#### Состав
- Александра Савина — скрипка
- Людмила Халлаева — фортепиано

### Танго Астора Пьяццоллы (2005)

#### Дорожки
1. Rio Sena
2. Chau Paris
3. Plus ultra
4. Marron y Azul
5. La calle 92
6. Adios, Nonino
7. Contrastes
8. S.V.P.
9. La misma pena
10. Libertango

Четыре сезона в Буэнос-Айресе. Four seasons in Buenos-Aires
- Лето. Summer
- Осень. Autumn
- Зима. Winter

#### Состав
- Александра Савина — скрипка
- Людмила Халлаева — фортепиано

### История танго (2008)

#### Дорожки
Цикл «История танго». The History of Tango
1. Bordel 1900
2. Le Cafe 1930
3. Nightclub 1930

- Soledad (Покинутая)

Цикл «Ангел». Angel
- Muerte del angel (Гибель ангела)
- Ressurection del Agel (Воскрешение ангела)

- Adios, Nonino(Tango Rhapsody)
- Le grand tango

#### Состав
- Александра Савина — скрипка
- Людмила Халлаева — фортепиано

### Легенды виртуозной музыки для скрипки и гитары (2009)

#### Дорожки
П.де Сарасате. P. the Sarasate
1. Romanza Andaluza
2. Zapateado
3. Malaguena
4. Zigeunerweisen

Н. Паганини. N. Paganini
- Sonata II G-dur
- Sonata IV a-moll
- Sonata VI e-moll

#### Состав
- Александра Савина — скрипка
- Александр Петерсон — гитара